# Shipai, Dongguan
Shipai (kinesiska: 石排) är en köping i sydöstra  Kina.  Den ligger i staden Dongguan i provinsen Guangdong, omkring 70 kilometer öster om provinshuvudstaden Guangzhou. Antalet invånare är 160 202. Befolkningen består av 70 014 kvinnor och 90 188 män. Barn under 15 år utgör 7,0 %, vuxna 15-64 år 89 %, och äldre över 65 år 2,0 %.